# Harpacticus parachelifer
Harpacticus parachelifer is een eenoogkreeftjessoort uit de familie van de Harpacticidae. De wetenschappelijke naam van de soort is voor het eerst geldig gepubliceerd in 1976 door Chislenko.